# إيزابيلا كارل
إيزابيلا كارل (بالإنجليزية: Isabella Karle) (2 كانون الأول/ ديسمبر 1921 – 3 تشرين الأول/ أكتوبر 2017) كانت عالمة كيمياء أميركية ساهمت بشكل كبير في تطوير تقنيات استخراج كلوريد البلوتونيوم من مزيج يحتوي على أكسيد البلوتونيوم.
تلقت كارل تقديرًا لعملها البحثي ميدالية جرافان أولين، جائزة جريجوري أمينوف، جائزة باور، الميدالية الوطنية للعلوم، وجائزة البحرية الأميركية المميزة للخدمة المدنية (وهي أعلى شكل من أشكال التكريم التي يمكن أن يحصل عليها أي موظف مدني من قبل البحرية الأميركية).

## بداية حياتها
ولدت إيزابيلا كارل باسم إيزابيلا هيلين لوجوسكي في مدينة ديترويت التابعة لولاية ميشيغان الأميركية في الثاني من كانون الثاني ديسمبر عام 1921، كانت ابنة مهاجرين من بولندا، ارتادت المدارس العامة المحلية، وفي المدرسة شجعتها مدرّسة مادة الكيمياء على المتابعة في هذا المجال من الجانب المهني، فيما بعد التحقت بجامعة ميشيغان عبر منحة كاملة حيث تابعت دراساتها العليا في الكيمياء الفيزيائية وتلقت شهادة البكالوريوس بعمر الـ 19، تلتها شهادتا الماستر والدكتوراه في المجال ذاته، وخلال سنوات عملها الأكاديمي تعرفت على زوجها المستقبلي وشريكها في الأبحاث العلمية جيروم كارل، تم الإشراف على دراسات الدكتوراه لكل من الزوجين من قبل لورنس بروكواي.:89

## الحياة المهنية
عملت كارل على مشروع مانهاتن خلال الحرب العالمية الثانية، حيث طورت تقنيات لاستخراج كلوريد البلوتونيوم من مزيج حاوٍ على أكسيد البلوتونيوم.
انضمت إلى مختبر الدراسات البحثية لبحرية الولايات المتحدة (NRL) بعد نهاية الحرب، وفي هذا المختبر طور زوجها جيروم ’الطرائق المباشرة’ لتحليل بنية البلورات، لكن المجتمع العلمي بقي لسنوات طويلة مشككاً حول قابلية الاستخدام العملي لهذه الطرق. كانت إيزابيلا كارل هي أول من استخدم هذه الطريقة، إذ طورت عملية إضافة تربط بين نموذج ’الطريقة المباشرة’ النظري من جهة، وبيانات انحراف أشعة X الحقيقية من جهة أخرى، ساهمت هذه الوسائل في تطوير مجال تصوير البلورات بأشعة X من خلال توفير إمكانية تحديد بنية البلورات، لعبت هذه التقنية دوراً أساسياً في تطوير المنتجات الدوائية وبعض المنتجات الصناعية الأخرى.
في عام 1985 حاز جيروم كارل على جائزة نوبل للكيمياء، بالمشاركة مع عالم الرياضيات هيربرت أ. هاوبتمان بعد تطوير الطرائق المباشرة لتحليل بيانات انحراف أشعة X، اعتقد جيروم كارل والكثير من الأعضاء الآخرين في المجتمع العلمي لتصوير البلورات أن إزابيلا كارل كان لها الحق في مشاركة الجائزة معهم.
تلقت إيزابيلا كارل الكثير من الجوائز، كما تم انتخابها لمنصب الزمالة في الأكاديمية الوطنية للعلوم (1978)، والأكاديمية الأميركية للفنون والعلوم (1993)، بالإضافة إلى ذلك فقد حصلت على الميدالية الوطنية للعلوم (1995) وعدد من الجوائز الأخرى، و 8 شهادات دكتوراه فخرية.
في الحادي والثلاثين من تموز يوليو من عام 2009 اعتزل كل من كارل وزوجها من مختبر البحرية الأميركية، بعد خدمة حكومة الولايات المتحدة لمدة مجموعها 127 سنة تقريباً إذ انضمت إيزابيلا للخدمة في NRL عام 1946 بعد زوجها جيروم بسنتين، تمت إقامة مراسم تقاعد رسمية للزوجين كارل حضرها راي مابوس وزير البحرية في الولايات المتحدة الأميركية، الذي قلّد الزوجين جائزة البحرية الأميركية المميزة للخدمة المدنية، أعلى درجات التقدير التي تقدمها البحرية للموظفين المدنيين.

## الوفاة
توفيت إيزابيلا كارل في الثالث من تشرين الأول أكتوبر عام 2017 في نزل استشفاء في مدينة أليكساندريا التابعة لولاية فيرجينيا الأميركية.

## الحياة الشخصية
تزوجت إيزابيلا من جيروم كارل وأنجبت منه 3 فتيات يعملن جميعاً في المجالات العلمية.
- لويز كارل (مولودة في 1946) عالمة كيمياء نظرية.
- جين كارل (مولودة في 1950) عالمة كيمياء عضوية.
- مادلين كارل (مولودة في 1955) مختصة في المتاحف وخبيرة في مجال الجيولوجيا.

## الجوائز
- ميدالية جارفان أولين.
- جائزة الأدميرال الخلفي وليام إس. بارسونز (1988).
- جائزة جريجوري أمينوف (1988).
- ميدالية بيفوت التابعة لمركز بيفوت للدراسات الكيميائية الحيوية (1989).
- جائزة باور (1993).
- الميدالية الوطنية للعلوم (1995).
- جائزة البحرية الأميركية المميزة للخدمة المدنية (2009).